# Cabo Sáenz Peña
El cabo Sáenz Peña es un cabo que marca el extremo suroeste de la península Arrowsmith, de la costa Loubet, en el oeste de la península Antártica, Antártida. Marca la entrada a los fiordos Laubeuf (al oeste) y Bigourdan (al este). Está enfrentada a la costa norte de la isla Pourquoi Pas. Se caracteriza por un pico cónico que lo espaldea y se eleva a 1280 metros de altura.

## Historia y toponimia
Fue descubierta por la Cuarta Expedición Antártica Francesa al mando de Jean-Baptiste Charcot, entre 1908 y 1910, y nombrada en honor a Roque Sáenz Peña, Presidente de la Nación Argentina entre 1910 y 1913. Posteriormente, ha sido cartografiada por británicos, argentinos y chilenos.

## Reclamaciones territoriales
Argentina incluye a la península Antártica en el departamento Antártida Argentina dentro de la provincia de Tierra del Fuego, Antártida e Islas del Atlántico Sur; para Chile forma parte de la comuna Antártica de la provincia Antártica Chilena dentro de la Región de Magallanes y de la Antártica Chilena; y para el Reino Unido integra el Territorio Antártico Británico. Las tres reclamaciones están sujetas a las disposiciones del Tratado Antártico.
Nomenclatura de los países reclamantes: 
- Argentina: Cabo Sáenz Peña[5][6]
- Chile: Cabo Sáenz[3]
- Reino Unido: Cape Saenz[4]